# Mimosiphonops
Mimosiphonops es un género de anfibios gimnofiones de la familia Siphonopidae. 
Las especies adscritas a este género hasta ahora son endémicas del oriente del Brasil, y son estas 2 :
- Mimosiphonops reinhardti Wilkinson y Nussbaum, 1992
- Mimosiphonops vermiculatus Taylor, 1968